# پینداد
پینداد (Pindad) شرکت دولتی صنایع جنگ‌افزاری اندونزیایی است، که در سال ۱۸۰۸ تأسیس شد.